# NGC 1668
NGC 1668 este o brightest cluster galaxy⁠(d) situată în constelația Dalta. A fost descoperită în 1 decembrie 1837 de către John Herschel. Se află la o distanță de 138,11 de megaparseci de Pământ.